# II. Eudamidasz spártai király
II. Eudamidasz (görög betűkkel Εὐδαμίδας, szül.: ? – Kr. e. 244) spártai Eurüpóntida király.
IV. Agisz édesapja.
Elődje IV. Arkhidamosz király volt.
Életéről igen kevés adat marad fenn, azonban annyi bizonyos, hogy Kr. e. 275 és Kr. e. 244 között uralkodott.
Kr. e. 244-ben elhunyt, utódja fia IV. Agisz lett.
| Előző uralkodó: IV. Arkhidamosz | Spárta eurüpóntida királya Kr. e. 275 – Kr. e. 244 | Következő uralkodó: IV. Agisz |